# William Wallace Gilchrist junior
William Wallace Gilchrist (* 2. März 1879; † 4. November 1926) war ein US-amerikanischer Maler.
Der Sohn des Komponisten William Wallace Gilchrist absolvierte eine Ausbildung an der Pennsylvania Academy of the Fine Arts in Philadelphia. Er war hier Schüler von Cecilia Beaux, Thomas Anshutz und William Merritt Chase. Außerdem nahm er während der Sommerferien in Maine Unterricht bei Winslow Homer.
1901 heiratete er und ließ sich in Philadelphia nieder, von wo aus er weiterhin jährliche Reisen nach Maine unternahm. Neben impressionistischen Landschaftsbildern malte er Genreszenen und war ein angesehener Porträtmaler.  
Sein Enkel Robert Griffin veröffentlichte 2001 unter dem Titel Affectionately, Wallace eine Biographie seines Großvaters.

## Werke
- Early Autumn
- Evening
- Silk and Satin, 1911
- Girl Sewing
- Young Woman Resting
- After Breakfast
- Kneeling by Her Bed, 1911
- Pennsylvania Dutch Girl
- The Model's Rest
- Woman Reading
- The Artist's Daughter
- Gilchrist Family at Breakfast, 1916
- Ellen Lord Gilchrist and Friend
- Evening Shadows
- In Her Boudoir
- Kindergarden
- Studio Interior, 1920

| Personendaten    | Personendaten                     |
| ---------------- | --------------------------------- |
| NAME             | Gilchrist, William Wallace junior |
| ALTERNATIVNAMEN  | Gilchrist, William Wallace        |
| KURZBESCHREIBUNG | US-amerikanischer Maler           |
| GEBURTSDATUM     | 2. März 1879                      |
| STERBEDATUM      | 4. November 1926                  |